# Tolmerus strandi
Tolmerus strandi là một loài ruồi trong họ Asilidae. Tolmerus strandi được Duda miêu tả năm 1940.